# 769 v.Chr.
Het jaar 769 v.Chr. is een jaartal volgens de christelijke jaartelling.

## Gebeurtenissen

### Babylonië
- Koning Eriba-marduk (769 - 761 v.Chr.) wordt heerser over de vazalstaat Babylon.